# Josep Maria Dalmau i Casademont
Josep Maria Dalmau i Casademont (Girona, 26 de desembre de 1889 – Girona, 4 de gener de 1958) fou un músic i polític català.

## Biografia
Fou descrit com un home culte, intel·ligent i actiu, un entusiasta de la música i de la cultura. Era llicenciat en Ciències Exactes.
Josep Maria Dalmau va desenvolupar la seva activitat en diverses iniciatives cíviques, educatives i musicals. Fundador de l'Associació de Música de Girona el 1922 i de l'Orquestra Simfònica de Girona el 1929. Fou un dels principals polítics locals d'Esquerra Republicana a la ciutat de Girona de la Segona República i la Guerra Civil. Va formar part del primer Ajuntament republicà el 1931, primer com a regidor i més tard, amb la renúncia de Santaló, com a alcalde (1934). Durant la guerra, va ser conseller municipal de Cultura (1937-1939), però amb el desfavorable desenvolupament de la guerra s'hagué d'exiliar a Perpinyà. Però, entre els anys 1945 i 1946, va poder retornar a Girona, on havia nascut i on va morir.